# Olivia Burkhart
Olivia Marilyn Rosanna Burkhart (* 18. Oktober 1996 in Emmendingen) ist eine deutsche Schauspielerin.

## Leben
Olivia Burkhart spielte seit ihrem neunten Lebensjahr Kinder- und Jugendtheater. Nach ihrem Realschulabschluss zog sie mit sechzehn Jahren ohne ihre Eltern nach Berlin, wo sie zunächst kurzzeitig in einer WG lebte, dann aber in eine eigene Wohnung zog. Sie begann ein Praktikum bei einer Fotografin, kam über Castings zur Schauspielerei und wirkte 2014 in einem Musikvideo (Jasmin Madeleine – Feier das Leben) von Adel Tawil und seiner damaligen Frau mit.
Über ihre Mitwirkung im Kindertheater erhielt sie bereits 2010 ihre erste Fernsehrolle in der Kinder-Fernsehserie Tiere bis unters Dach, wo sie die Sophie verkörperte. Von April 2015 bis September 2016 war sie in der RTL-Seifenoper Unter uns in der Rolle der Fiona Novak/Jäger zu sehen. In dem Spielfilm Paradies (Paradise) des persischen Regisseurs Ali Atshani, der 2016 beim London Iranian Film Festival (UKIFF) gezeigt wurde, spielte sie die Rolle der Alicia. In der auf YouTube gesendeten Mystery-Webserie True Demon (2019) spielte sie, mit Justus Johanssen und Marcel Kowalewski als Partnern, die weibliche Hauptrolle Anna. In der 6. Staffel der Neuauflage der ZDF-Serie Ein Fall für zwei (2019) hatte Burkhart eine der Episodenrollen als Freundin des tatverdächtigen Sohns eines Landtagspolitikers.